# اتحاد صهیونیستی
اتحاد صهیونیستی (به عبری: המחנה הציוני) یک ائتلاف سیاسی چپ میانه در اسرائیل است که در دسامبر ۲۰۱۴ توسط حزب کار اسرائیل به‌رهبری اسحاق هرتزوگ و حزب هاتنوعا به‌رهبری تسیپی لیونی به منظور ارائهٔ یک فهرست واحد برای انتخابات پارلمانی ۲۰۱۵ در اسرائیل و با امید کنار زدن نتانیاهو از قدرت، ایجاد شد.

## مرام‌نامه
نسخه اصلی ارائه شده بشرح زیر است:
- حل بحران اقتصادی و کاهش هزینه‌های زندگی.
  - مقابله با بحران مسکن در اسرائیل، با ارائه زمین به صورت رایگان و در مالکیت عمومی برای توسعه مسکن.[۹]
  - کاهش هزینه‌های بهداشت و درمان، آموزش و پرورش و کالاهای اساسی
  - کاستن از شکاف طبقاتی موجود بین فقیر و غنی
- بازیابی راه‌حل در گفتگوهای صلح با فلسطینیان
- بازگشایی گره‌های سیاسی موجود میان اسرائیل و اروپا و ایالات متحده آمریکا

## نتیجه انتخابات ۲۰۱۵
پس‌از انتخابات، فهرست اتحاد صهیونیستی و با بدست آوردن ۲۴ کرسی، بعنوان دومین حزب بزرگ در کنست، پیروزی خودرا جشن گرفت.